# Паренте, Алвару
Алвару Паренте (порт. Álvaro Parente, родился 4 октября 1984 года в Порту) — португальский автогонщик. Отец Паренте также был гонщиком.

## Карьера
После победы в Европейском чемпионате юниоров по картингу в 1998, Паренте совершил свой дебют в автогонках в 2001 в возрасте 16 лет, приняв участие в Испанской Формуле-3. На следующий год он перешёл в команду Team Portugal и заработал одну победу перед тем как занять четвёртое место в серии.
Затем Паренте начал международную карьеру в 2003, перейдя в Евросерию Формулы-3 за команду Team Ghinzani, но двигатель Mugen-Honda оказался гораздо медленнее Mercedes и он смог заработать всего лишь одно очко. Его единичные выступления в Итальянской Формуле-3 и на этапе в Спа Британской Формуле-3, где он впервые сотрудничал с Carlin Motorsport, с которой он также принял участие в Гран-при Макао.
Этот краткий контакт проложил путь к контракту с Carlin на сезон 2004 года, где он принимал участие в британской серии, заработал одну победу и завершил сезон на седьмой позиции чемпионата. Также Алвару принял участие в Формуле-3 Мастерс и в Гран-при Макао, но устаревший двигатель Mugen-Honda не мог сражаться с пилотами использовавшими Mercedes и он вылетел уже на первом круге.
Португалец остался на ещё один сезон в Британской Формуле-3 и его опыт позволил ему одержать победу в чемпионате за четыре гонки до окончания, а всего он заработал 11 побед. Этот результат позволил ему представлять Португалию в новой серии А1 Гран-при.
В 2006 Паренте вступил в Мировая серия Рено с командой Victory Engineering, и заработал первую победу в Стамбуле, проводя всего-лишь пятую гонку в этой категории. Он заработал ещё две победы на Нюрбургринге и Каталунье и финишировал пятым в итоговом зачёте. Он надеялся попасть в серию GP2 в 2007, но нехватка средств помешала его планом. В итоге он остался в Мировой серии с французской командой Tech 1 Racing, подписав контракт после предсезонных тестов.

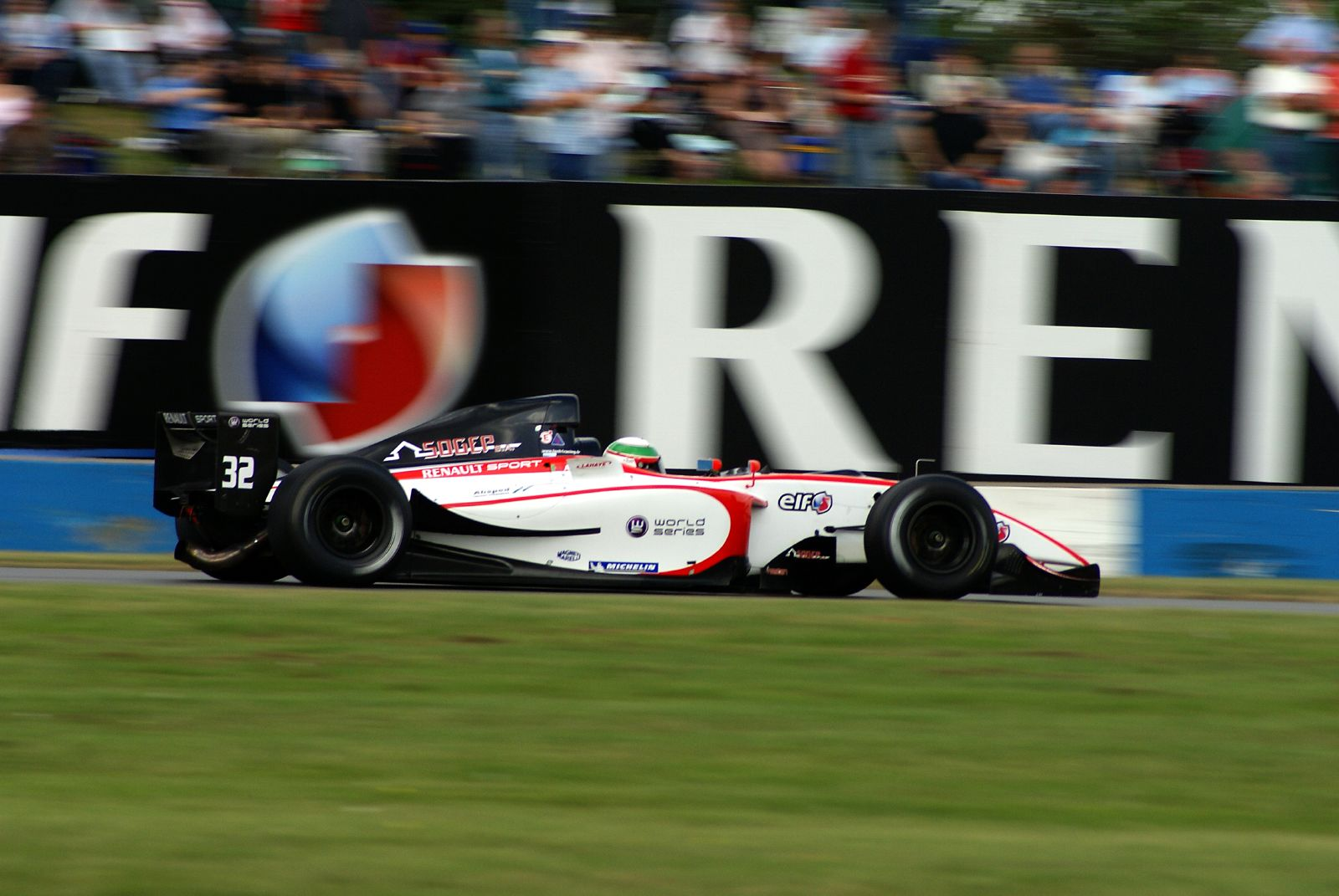
Паренте выиграл чемпионат 2007 Мировой серии Рено вместе с командой Tech 1 Racing.

Во время сезона 2007 Паренте заработал пять финишей на подиуме, включая победы в Монако и Спа, обладателем чемпионского титула он стал на заключительном этапе в Барселоне 27 октября.
В качестве награды за победу в Мировой серии Паренте провёл тесты с командой Renault 17 января 2008 года на трассе Херес. В 2008 Паренте добился своей цели и перешёл в серию GP2 за команду Super Nova Racing, которая является главной серией поддержки Формулы-1.
Алвару Паренте ошеломляюще начал свою карьеру в GP2, одержав первую победу в первой гонке на трассе Каталунья, эта победа сделала его первым португальцем, кто побеждал в серии GP2. Паренте лидировал от старта до финиша и пришёл к финишу впереди выступающих не первый сезон Бруно Сенны и Андреаса Цубера. В итоге он завершил сезон на восьмом месте в личном зачёте.
Команда Super Nova дала Паренте кличку «Chachi», по скольку он был похож на персонажа американского ситкома «Happy Days»
В 2009 году Паренте принимал участие в серии «GP2 Asia» с командой «My Team Qi.Meritus» и выступал в «GP2» за команду «Ocean Racing Technology».

## Результаты выступлений

### Гоночная карьера

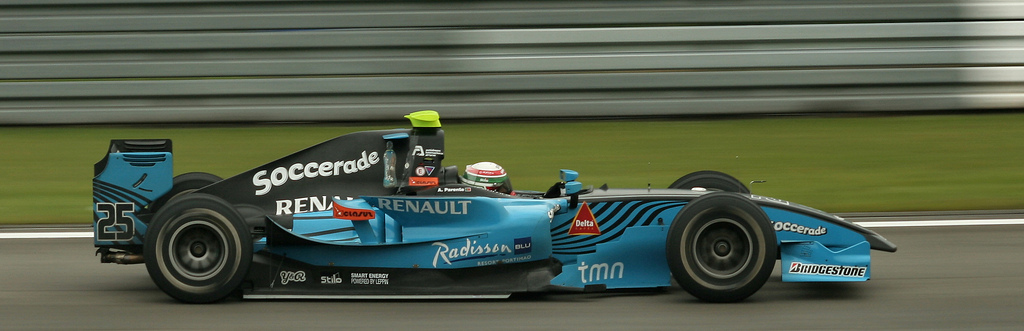
Паренте управляет болидом «Ocean Racing Technology» на Нюрбургринге в сезоне 2009 GP2.

| Сезон   | Серия                       | Команда                              | Гонки | Победы | Поулы | Очки | Место |
| 2001    | Испанская Формула-3         | G-Tec                                | 9     | 0      | 0     | 50   | 12    |
| 2001    | Испанская Формула-3         | E.V. Racing                          | 9     | 0      | 0     | 50   | 12    |
| 2002    | Испанская Формула-3         | Racing Engineering                   | 13    | 1      | 1     | 139  | 4     |
| 2003    | Евросерия Формулы-3         | Team Ghinzani                        | 19    | 0      | 0     | 1    | 25    |
| 2003    | Итальянская Формула-3       | Team Ghinzani                        | 2     | 1      | 1     | 34   | 9     |
| 2003    | Формула-3 Мастерс           | Team Ghinzani                        | 1     | 0      | 0     | Н/Д  | 22    |
| 2003    | Гран-при Макао              | Carlin Motorsport                    | 1     | 0      | 0     | Н/Д  | НФ    |
| 2003    | Гран-при Кореи Формулы-3    | Carlin Motorsport                    | 1     | 0      | 0     | Н/Д  | 10    |
| 2003    | Британская Формула-3        | Carlin Motorsport                    | 2     | 0      | 0     | 7    | 22    |
| 2004    | Британская Формула-3        | Carlin Motorsport                    | 24    | 1      | 2     | 137  | 7     |
| 2004    | Формула-3 Мастерс           | Carlin Motorsport                    | 1     | 0      | 0     | Н/Д  | 34    |
| 2004    | Европейский Кубок Ф3        | Carlin Motorsport                    | 1     | 0      | 0     | Н/Д  | 8     |
| 2004    | Гран-при Макао              | Carlin Motorsport                    | 1     | 0      | 0     | Н/Д  | НФ    |
| 2005    | Британская Формула-3        | Carlin Motorsport                    | 18    | 11     | 9     | 289  | 1     |
| 2005-06 | А1 Гран-при                 | Португалия                           | 20    | 0      | 0     | 66   | 9     |
| 2006    | Мировая серия Рено          | Victory Engineering                  | 15    | 3      | 0     | 94   | 5     |
| 2006-07 | А1 Гран-при                 | Португалия                           | 6     | 0      | 0     | 10   | 17    |
| 2007    | Мировая серия Рено          | Tech 1 Racing                        | 17    | 2      | 2     | 129  | 1     |
| 2008    | GP2                         | Super Nova Racing                    | 20    | 1      | 0     | 34   | 8     |
| 2008-09 | GP2 Asia                    | Qi-Meritus Mahara                    | 6     | 0      | 0     | 1    | 21    |
| 2009    | GP2                         | Ocean Racing Technology              | 12    | 1      | 0     | 8    | 30    |
| 2009    | Spanish GT Championship     | Aurora Racing Team                   | 2     | 0      | 1     | 10   | 25    |
| 2009    | Суперлига Формула           | F.C. Porto                           | 2     | 1      | 0     | 302  | 5     |
| 2009-10 | GP2 Asia                    | Scuderia Coloni                      | 4     | 0      | 0     | 12   | 8     |
| 2010    | GP2                         | Scuderia Coloni                      | 4     | 0      | 0     | 13   | 15    |
| 2011    | GP2                         | Racing Engineering Carlin Motorsport | 12    | 0      | 0     | 8    | 16    |
| 2012    | FIA GT1 World Championship  | Hexis Racing                         | 18    | 0      | 0     | 65   | 11    |
| 2013    | FIA GT                      | Sébastien Loeb Racing                | 12    | 4      | 4     | 82   | 4     |
| 2014    | Blancpain Sprint Series     | Bhaitech                             | 2     | 0      | 0     | 0    | 56    |
| 2014    | Stock Car Brasil            | Voxx Racing                          | 1     | 0      | 0     | 0    | НК    |
| 2014    | 24 часа Ле-Мана (LMGTE Pro) | Ram Racing                           | 1     |        |       | НФ   | НФ    |
| 2014    | FIA WEC (LMGTE Pro)         | Ram Racing                           | 2     | 0      | 0     | 8    | 27    |
| 2015    | Stock Car Brasil            | Voxx Racing                          | 1     | 0      | 0     | 0    | НК    |

### Результаты выступлений в серии GP2
| Легенда к таблице |                                                                    |
| --- | ------------------------------------------------------------------ |
| В таблице перечислены результаты всех гонок, в которых принимал участие гонщик. Строками таблицы являются сезоны, столбцами — этапы соревнований. В каждой клетке указаны сокращённое название этапа и результат, дополнительно обозначенный цветом. Расшифровка обозначений и цветов представлена в нижеследующей таблице. |                                                                    |
| \| Пример \| Описание \| \| ------------ \| ------------------------------------------------------------------ \| \| 1 \| Победитель \| \| 2 \| Второе место \| \| 3 \| Третье место \| \| 5 \| Финишировал, заработав очки \| \| Сход \| Не финишировал, но при этом заработал очки \| \| 12 \| Финишировал, не получив очков \| \| НКЛ \| Финишировал, но не попал в финальную классификацию \| \| 15 \| Участвовал вне зачёта, либо по отдельной классификации \| \| 18 \| Не финишировал, но попал в финальную классификацию \| \| Сход \| Не финишировал \| \| НКВ \| Не прошёл квалификацию \| \| НПКВ \| Не прошёл предквалификацию \| \| ДСК \| Дисквалифицирован \| \| ИСК \| Исключён из протокола соревнований \| \| ТТ \| Заявлен для участия только в тренировках \| \| НС \| Участвовал в квалификации, но не стартовал в гонке \| \| Т \| Травмирован или болен \| \| ОТК \| Отказ от участия \| \| НТР \| Прибыл на соревнования, но на трассу не выезжал \| \| НПР \| Был заявлен в числе участников, но не прибыл к началу соревнований \| \| О \| Соревнования отменены \| \| \| Не участвовал \| \| Поул-позиция \| \| \| Быстрый круг \| \| |                                                                    |
| Пример | Описание                                                           |
| 1 | Победитель                                                         |
| 2 | Второе место                                                       |
| 3 | Третье место                                                       |
| 5 | Финишировал, заработав очки                                        |
| Сход | Не финишировал, но при этом заработал очки                         |
| 12 | Финишировал, не получив очков                                      |
| НКЛ | Финишировал, но не попал в финальную классификацию                 |
| 15 | Участвовал вне зачёта, либо по отдельной классификации             |
| 18 | Не финишировал, но попал в финальную классификацию                 |
| Сход | Не финишировал                                                     |
| НКВ | Не прошёл квалификацию                                             |
| НПКВ | Не прошёл предквалификацию                                         |
| ДСК | Дисквалифицирован                                                  |
| ИСК | Исключён из протокола соревнований                                 |
| ТТ | Заявлен для участия только в тренировках                           |
| НС | Участвовал в квалификации, но не стартовал в гонке                 |
| Т | Травмирован или болен                                              |
| ОТК | Отказ от участия                                                   |
| НТР | Прибыл на соревнования, но на трассу не выезжал                    |
| НПР | Был заявлен в числе участников, но не прибыл к началу соревнований |
| О | Соревнования отменены                                              |
| | Не участвовал                                                      |
| Поул-позиция |                                                                    |
| Быстрый круг |                                                                    |

| Год  | Команда                 | 1          | 2        | 3          | 4          | 5          | 6        | 7          | 8          | 9        | 10         | 11       | 12         | 13       | 14         | 15       | 16         | 17       | 18         | 19         | 20       | ЛЗ | Очки |
| ---- | ----------------------- | ---------- | -------- | ---------- | ---------- | ---------- | -------- | ---------- | ---------- | -------- | ---------- | -------- | ---------- | -------- | ---------- | -------- | ---------- | -------- | ---------- | ---------- | -------- | -- | ---- |
| 2008 | Super Nova Racing       | ИСП 1      | ИСП 2 7  | ТУЦ 1 Сход | ТУЦ 2 8    | МОН 1 5    | МОН 2 3  | ФРА 1 9    | ФРА 2 Сход | ВЕЛ 1 16 | ВЕЛ 2 Сход | ГЕР 1 3  | ГЕР 2 6    | ВЕН 1 16 | ВЕН 2 Сход | ЕВР 1 16 | ЕВР 2 Сход | БЕЛ 1 2  | БЕЛ 2 Сход | ИТА 1 Сход | ИТА 2 12 | 8  | 34   |
| 2009 | Ocean Racing Technology | ИСП 1 Сход | ИСП 2 11 | МОН 1 Сход | МОН 2 Сход | ТУЦ 1 Сход | ТУЦ 2 10 | ВЕЛ 1 Сход | ВЕЛ 2 11   | ГЕР 1 6  | ГЕР 2      | ВЕН 1 9  | ВЕН 2 6    | ЕВР 1 4  | ЕВР 2 Сход | БЕЛ 1    | БЕЛ 2 Сход | ИТА 1 11 | ИТА 2 Сход | АЛГ 1 Сход | АЛГ 2 4  | 8  | 30   |
| 2010 | Scuderia Coloni         | ИСП 1      | ИСП 2    | МОН 1      | МОН 2      | ТУЦ 1      | ТУЦ 2    | ЕВР 1      | ЕВР 2      | ВЕЛ 1    | ВЕЛ 2      | ГЕР 1    | ГЕР 2      | ВЕН 1    | ВЕН 2      | БЕЛ 1 2  | БЕЛ 2 3    | ИТА 1 12 | ИТА 2 8    | АБУ 1      | АБУ 2    | 15 | 13   |
| 2011 | Racing Engineering      | ТУЦ 1      | ТУЦ 2    | ИСП 1 11   | ИСП 2 7    | МОН 1 2    | МОН 2 16 |            |            |          |            |          |            |          |            |          |            |          |            |            |          | 16 | 8    |
| 2011 | Carlin Motorsport       |            |          |            |            |            |          | ЕВР 1 Сход | ЕВР 2 18   | ВЕЛ 1 9  | ВЕЛ 2 9    | ГЕР 1 20 | ГЕР 2 Сход | ВЕН 1    | ВЕН 2      | БЕЛ 1    | БЕЛ 2      | ИТА 1 12 | ИТА 2 12   |            |          | 16 | 8    |

#### Результаты выступлений в GP2 Asia
| Легенда к таблице |                                                                    |
| --- | ------------------------------------------------------------------ |
| В таблице перечислены результаты всех гонок, в которых принимал участие гонщик. Строками таблицы являются сезоны, столбцами — этапы соревнований. В каждой клетке указаны сокращённое название этапа и результат, дополнительно обозначенный цветом. Расшифровка обозначений и цветов представлена в нижеследующей таблице. |                                                                    |
| \| Пример \| Описание \| \| ------------ \| ------------------------------------------------------------------ \| \| 1 \| Победитель \| \| 2 \| Второе место \| \| 3 \| Третье место \| \| 5 \| Финишировал, заработав очки \| \| Сход \| Не финишировал, но при этом заработал очки \| \| 12 \| Финишировал, не получив очков \| \| НКЛ \| Финишировал, но не попал в финальную классификацию \| \| 15 \| Участвовал вне зачёта, либо по отдельной классификации \| \| 18 \| Не финишировал, но попал в финальную классификацию \| \| Сход \| Не финишировал \| \| НКВ \| Не прошёл квалификацию \| \| НПКВ \| Не прошёл предквалификацию \| \| ДСК \| Дисквалифицирован \| \| ИСК \| Исключён из протокола соревнований \| \| ТТ \| Заявлен для участия только в тренировках \| \| НС \| Участвовал в квалификации, но не стартовал в гонке \| \| Т \| Травмирован или болен \| \| ОТК \| Отказ от участия \| \| НТР \| Прибыл на соревнования, но на трассу не выезжал \| \| НПР \| Был заявлен в числе участников, но не прибыл к началу соревнований \| \| О \| Соревнования отменены \| \| \| Не участвовал \| \| Поул-позиция \| \| \| Быстрый круг \| \| |                                                                    |
| Пример | Описание                                                           |
| 1 | Победитель                                                         |
| 2 | Второе место                                                       |
| 3 | Третье место                                                       |
| 5 | Финишировал, заработав очки                                        |
| Сход | Не финишировал, но при этом заработал очки                         |
| 12 | Финишировал, не получив очков                                      |
| НКЛ | Финишировал, но не попал в финальную классификацию                 |
| 15 | Участвовал вне зачёта, либо по отдельной классификации             |
| 18 | Не финишировал, но попал в финальную классификацию                 |
| Сход | Не финишировал                                                     |
| НКВ | Не прошёл квалификацию                                             |
| НПКВ | Не прошёл предквалификацию                                         |
| ДСК | Дисквалифицирован                                                  |
| ИСК | Исключён из протокола соревнований                                 |
| ТТ | Заявлен для участия только в тренировках                           |
| НС | Участвовал в квалификации, но не стартовал в гонке                 |
| Т | Травмирован или болен                                              |
| ОТК | Отказ от участия                                                   |
| НТР | Прибыл на соревнования, но на трассу не выезжал                    |
| НПР | Был заявлен в числе участников, но не прибыл к началу соревнований |
| О | Соревнования отменены                                              |
| | Не участвовал                                                      |
| Поул-позиция |                                                                    |
| Быстрый круг |                                                                    |

| Год     | Команда           | 1     | 2     | 3     | 4     | 5       | 6          | 7        | 8        | 9        | 10      | 11         | 12       | Место | Очки |
| ------- | ----------------- | ----- | ----- | ----- | ----- | ------- | ---------- | -------- | -------- | -------- | ------- | ---------- | -------- | ----- | ---- |
| 2008-09 | Qi-Meritus Mahara | КИТ 1 | КИТ 2 | ОАЭ 1 | ОАЭ 2 | БАХ 1   | БАХ 2      | КАТ 1 17 | КАТ 2 16 | МАЗ 1 11 | МАЗ 2 9 | БАХ 1 Сход | БАХ 2 13 | 21    | 1    |
| 2009-10 | Scuderia Coloni   | АБУ 1 | АБУ 2 | АБУ 1 | АБУ 2 | БАХ 1 6 | БАХ 2 Сход | БАХ 1 4  | БАХ 2 3  |          |         |            |          | 8     | 12   |